# Leptaulax riekoae kachinensis
Leptaulax riekoae kachinensis es una subespecie de coleóptero de la familia Passalidae.

## Distribución geográfica
Habita en Kachin (Myanmar).